# Mannaminne (friluftsmuseum)

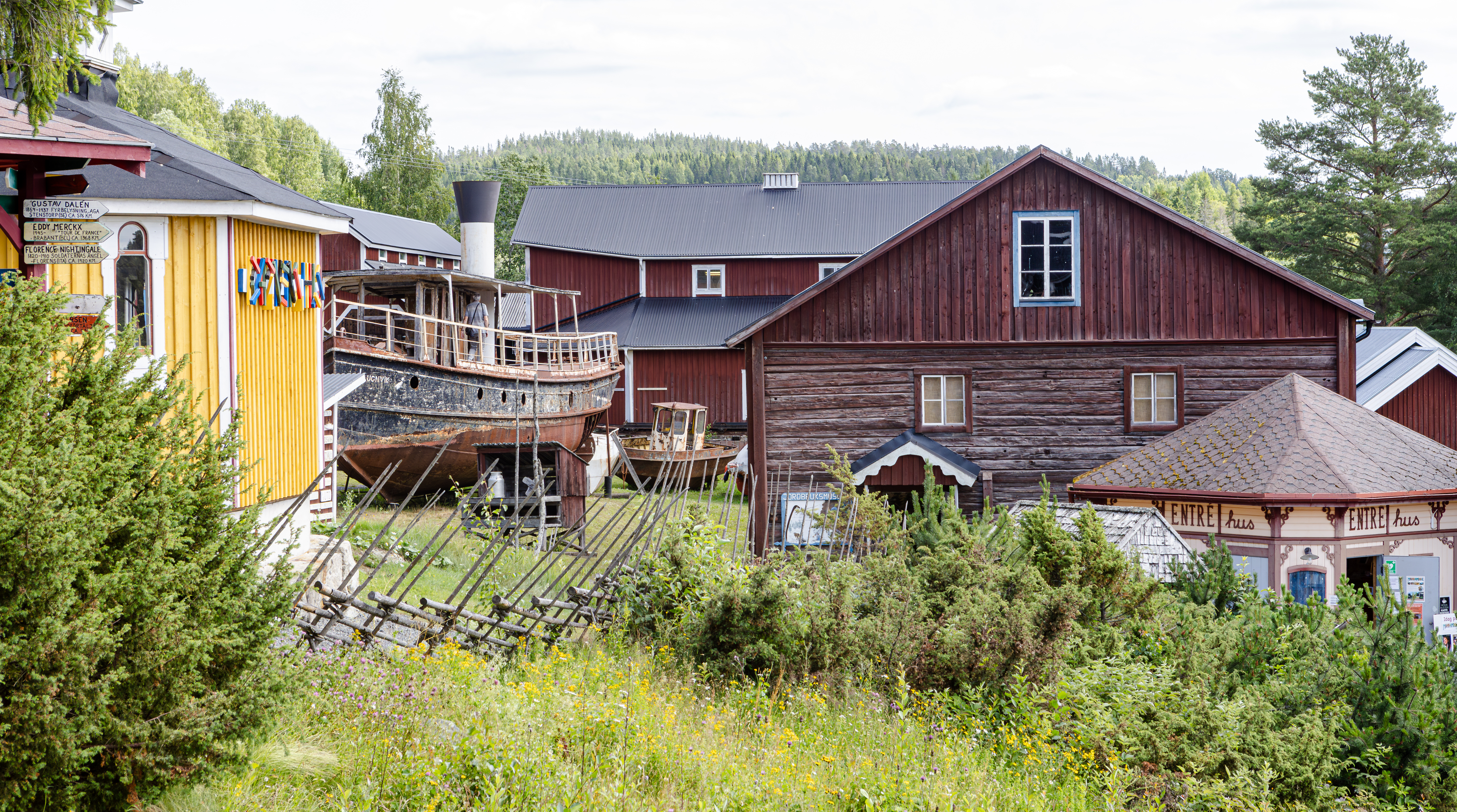
Miljöbild, Mannaminne.

Mannaminne är en museianläggning och ett allkonstverk i Häggvik i Kramfors kommun, beläget inom världsarvsområdet Höga kusten. Mannaminne är skapat av konstnären Anders Åberg (1945–2018) och hans fru Barbro Åberg. Det började byggas 1980 och innehåller över 50 byggnader. Här möts natur och kultur, konst och teknik, lokalt och globalt, historia och framtid, smått och stort. Mannaminne kan liknas vid ett friluftsmuseum.
Här finns jordbruksmuseum, konstmuseer, byråkratmuseum, kinapaviljong, en tunnelbanevagn, sju spårvagnar, hus från Ungern, Estland och Norge, ett kustmuseum, en stavkyrka, den gigantiska handsnidade jordgloben i ett eget hus, ett dragspelsmuseum i form av en passagerarångbåt, ett teknikhus med många fordon och apparater, ett Drakenflygplan, ett öppet kafferosteri, en bogserbåt från Ångermanälven, den enda bevarade vagnen från det sägenomspunna Silvertåget, ett bibliotek och mycket annat.
Här finns Café Mannaminne, ett hotell byggt efter en förebild av en gård från finska Nyland, b&b-rum och -stugor och en butik med konsthantverk från trakten. Från Mannaminne når man via en stig berget Stortorget med utsikt över Höga kusten. Vandringsleden Världsarvsleden passerar Mannaminne.
Under säsongen, maj–augusti, anordnas barnaktiviteter, tillfälliga utställningar, festivaler och mycket mer.

## Bilder

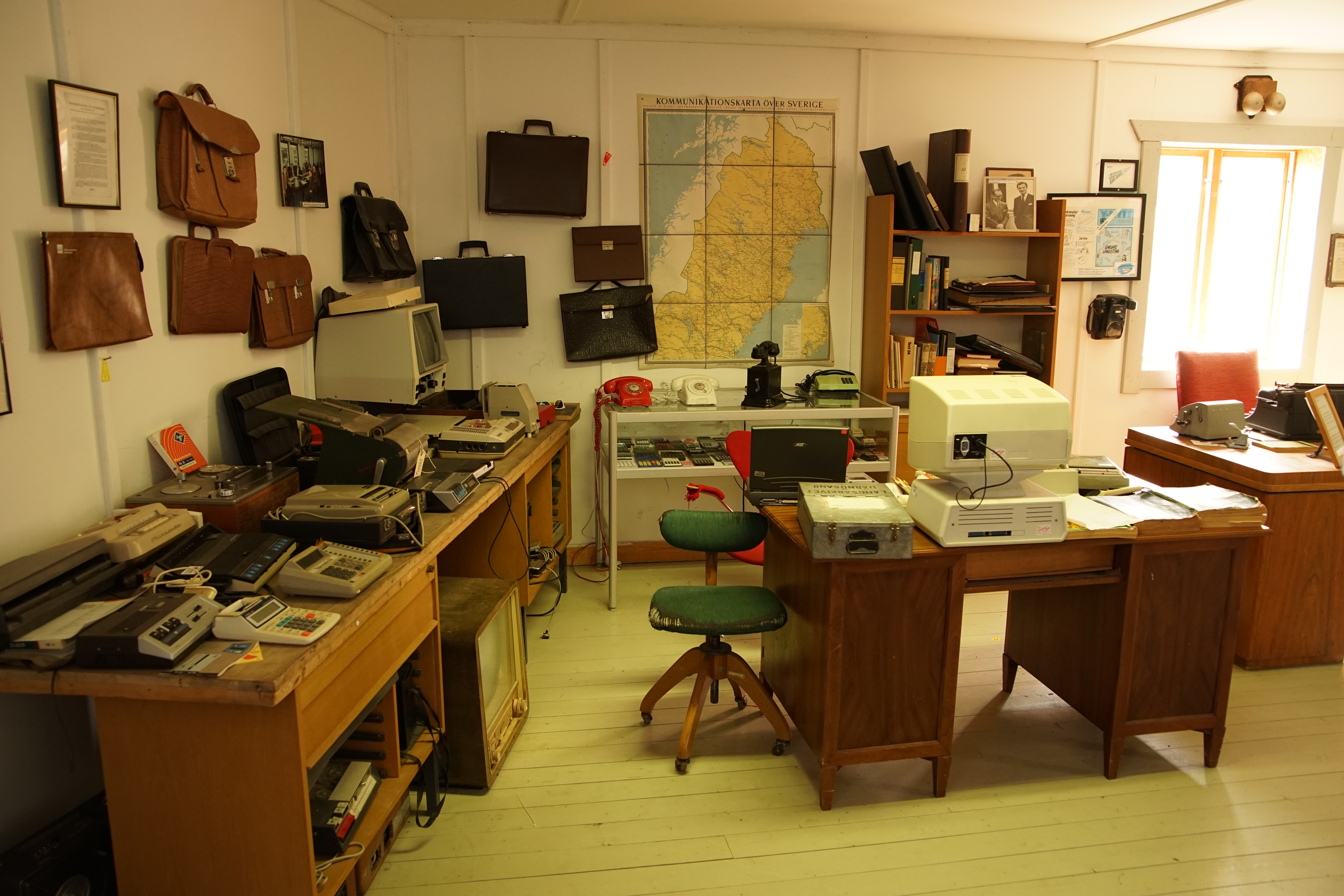
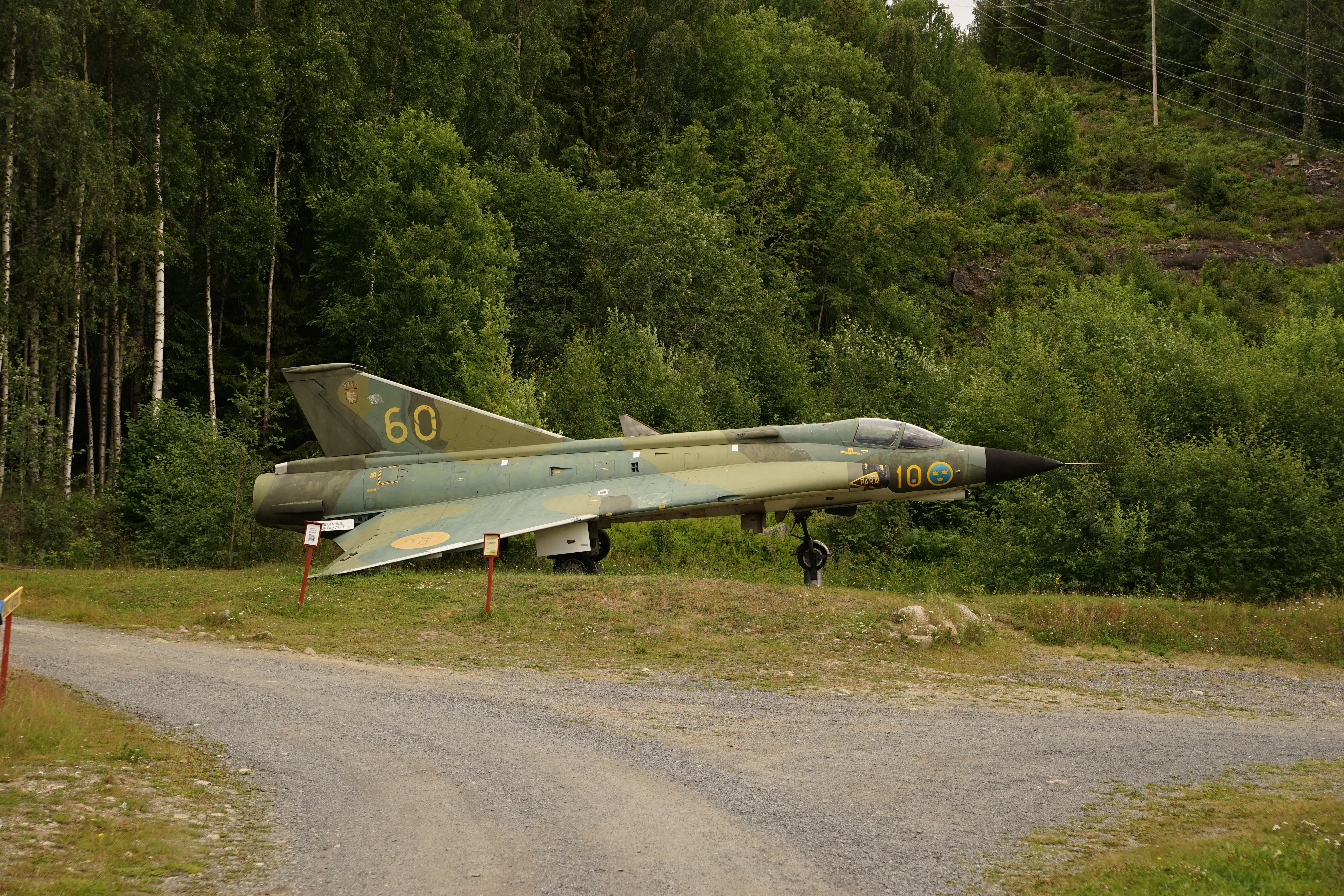
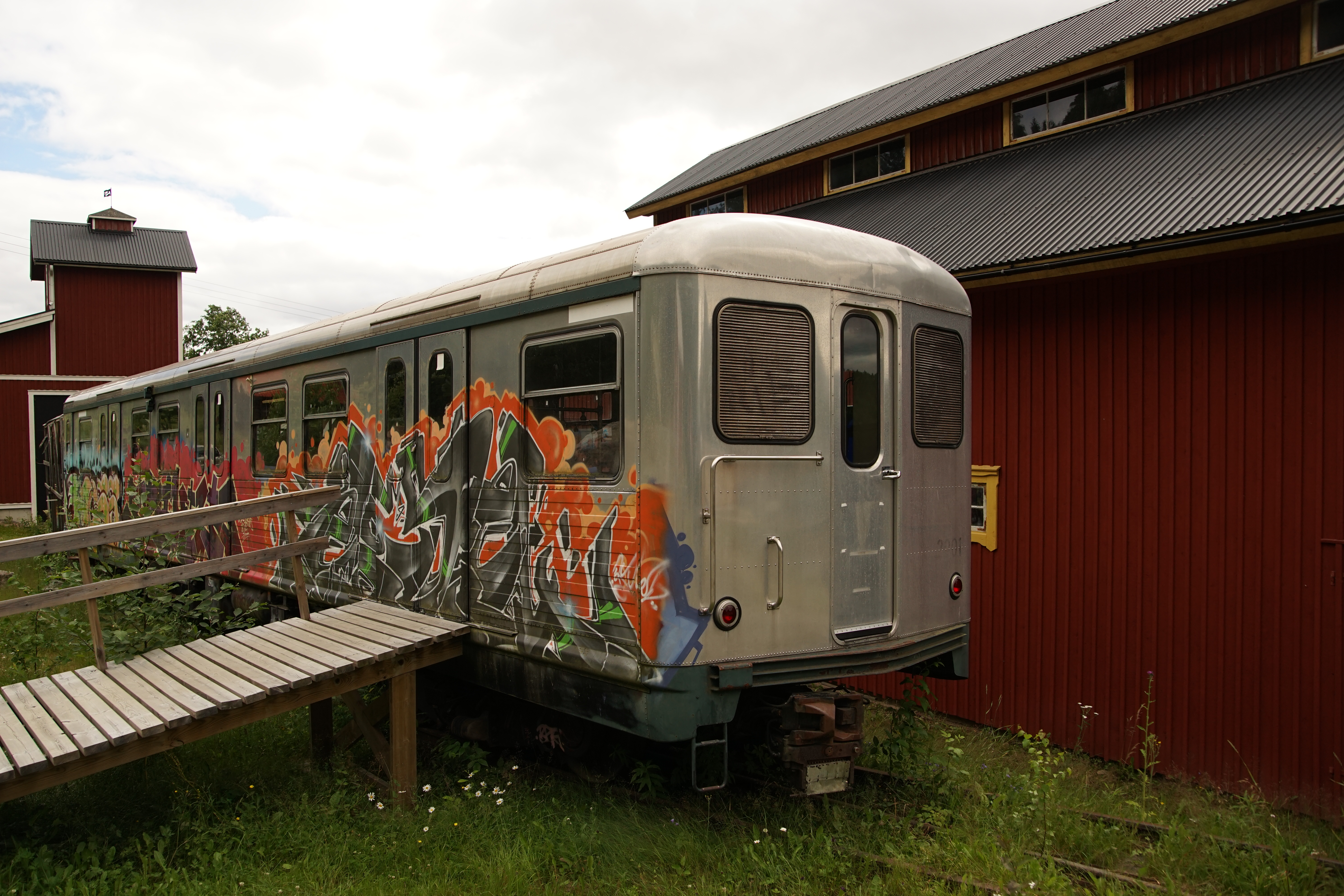
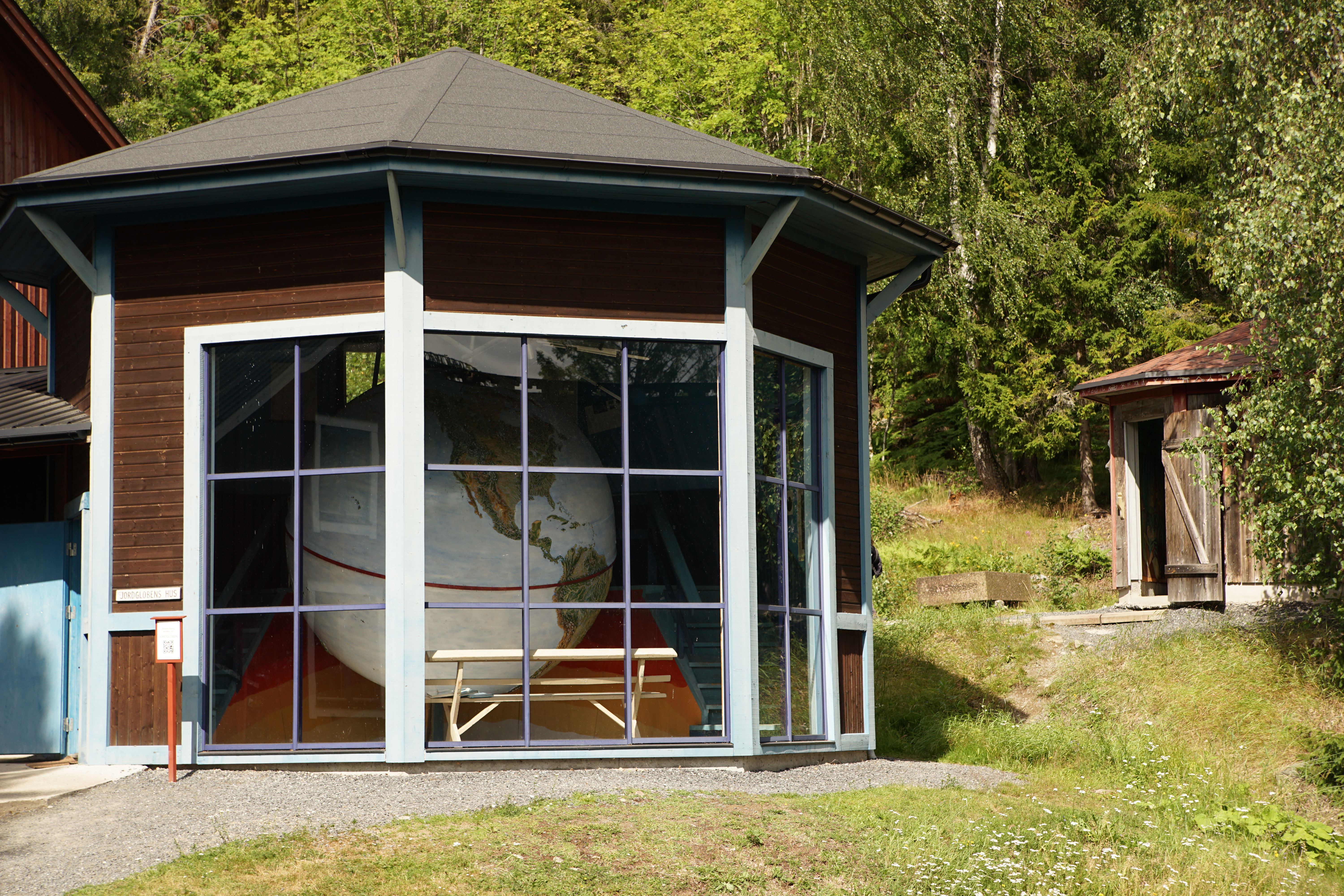
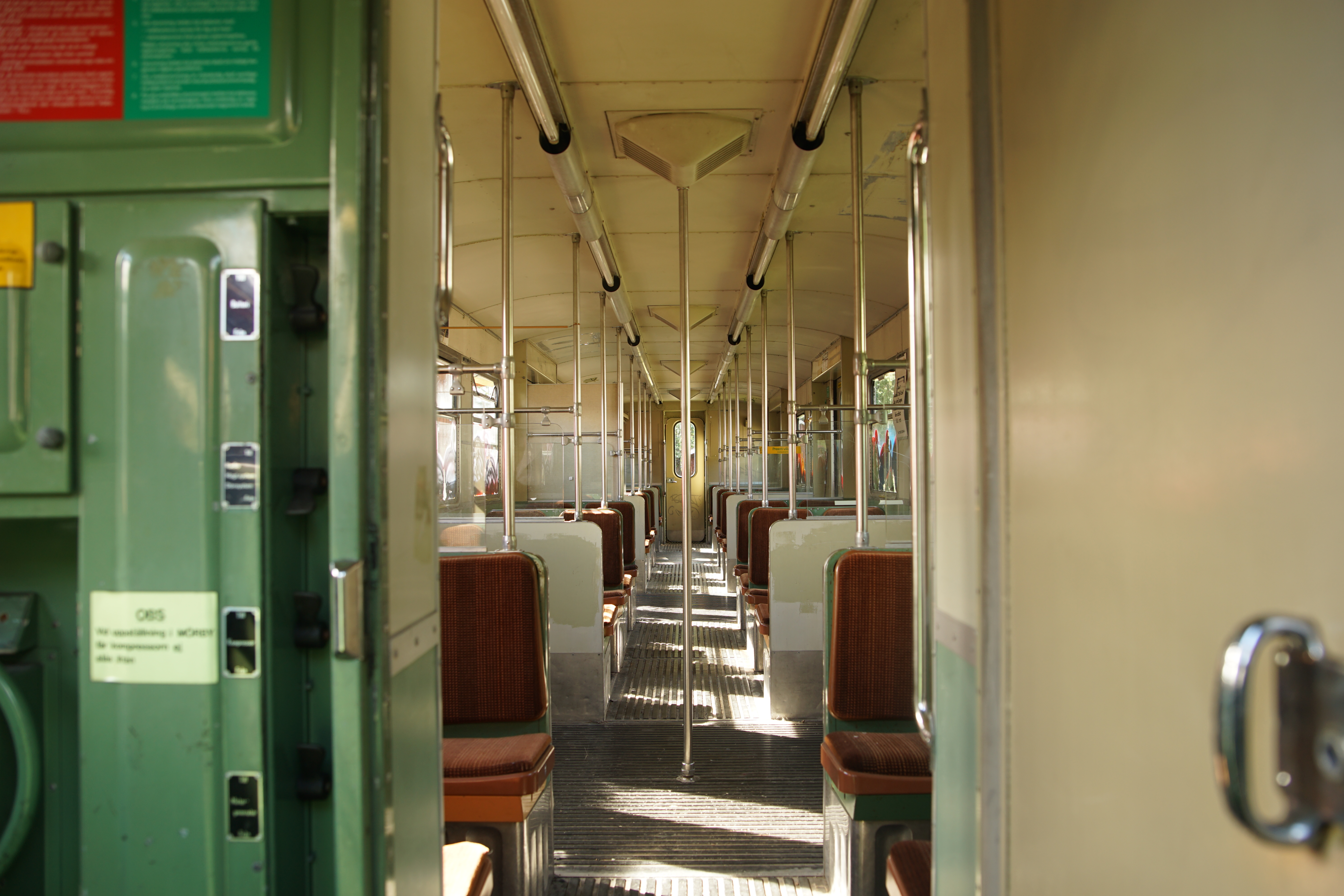
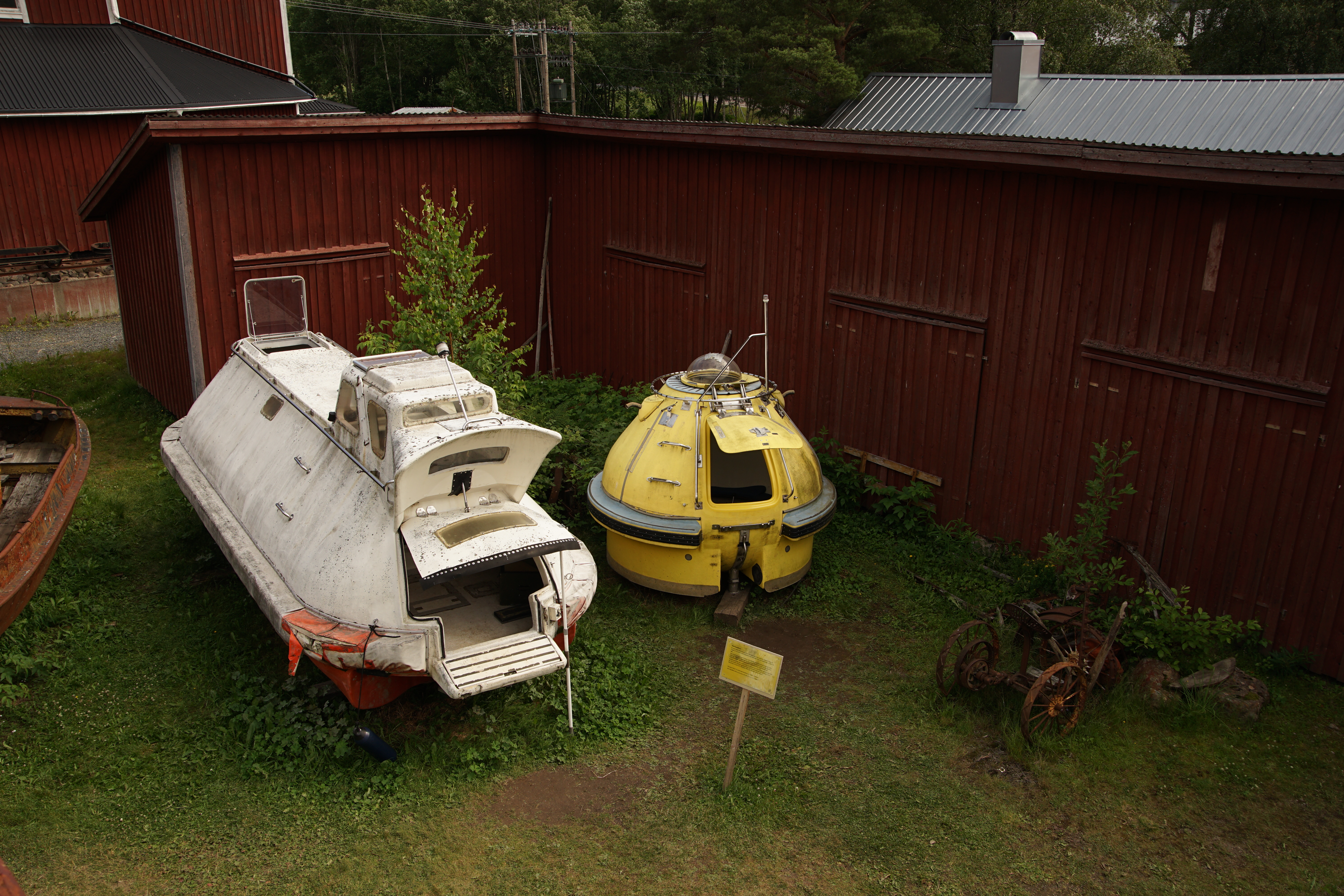
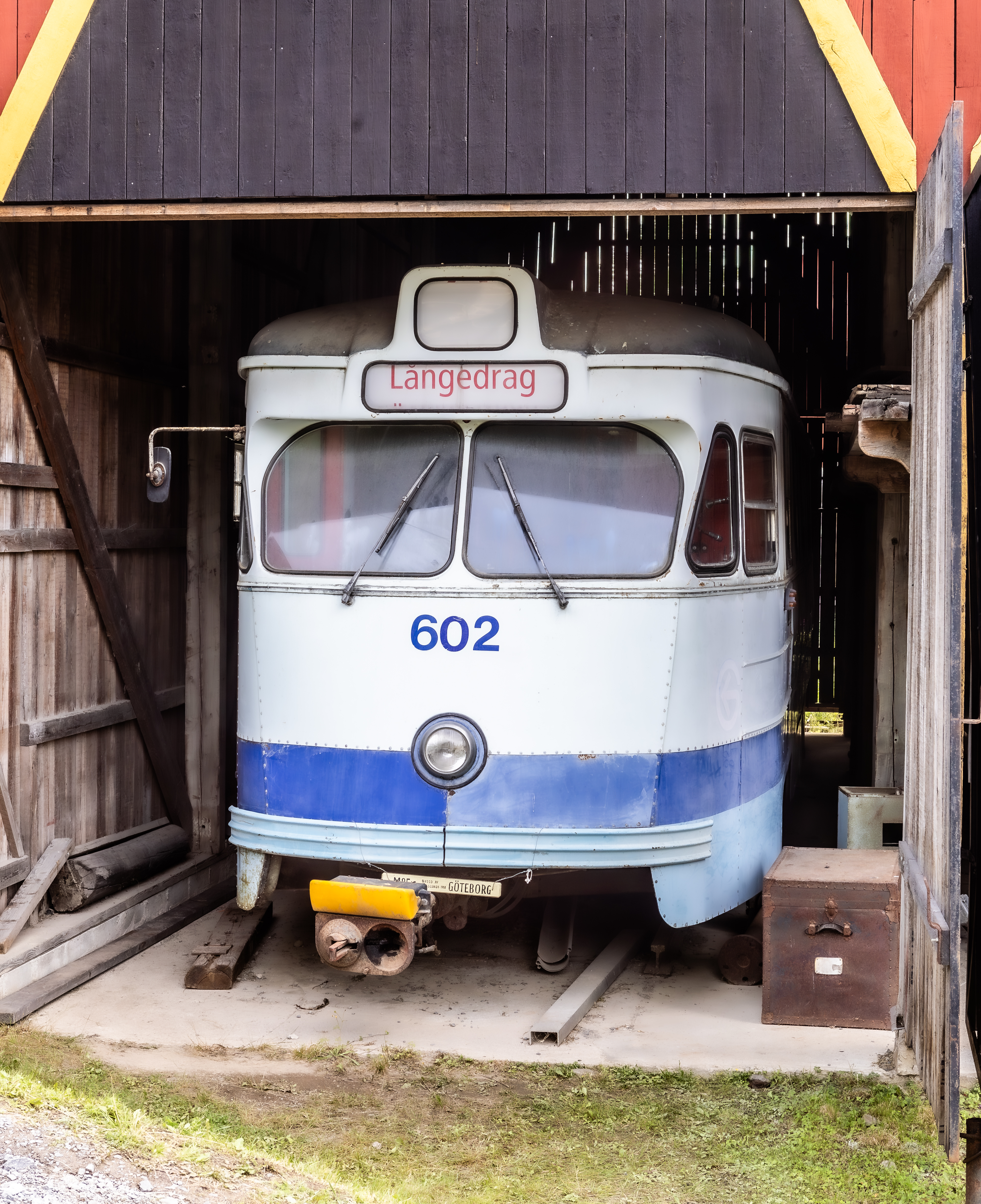
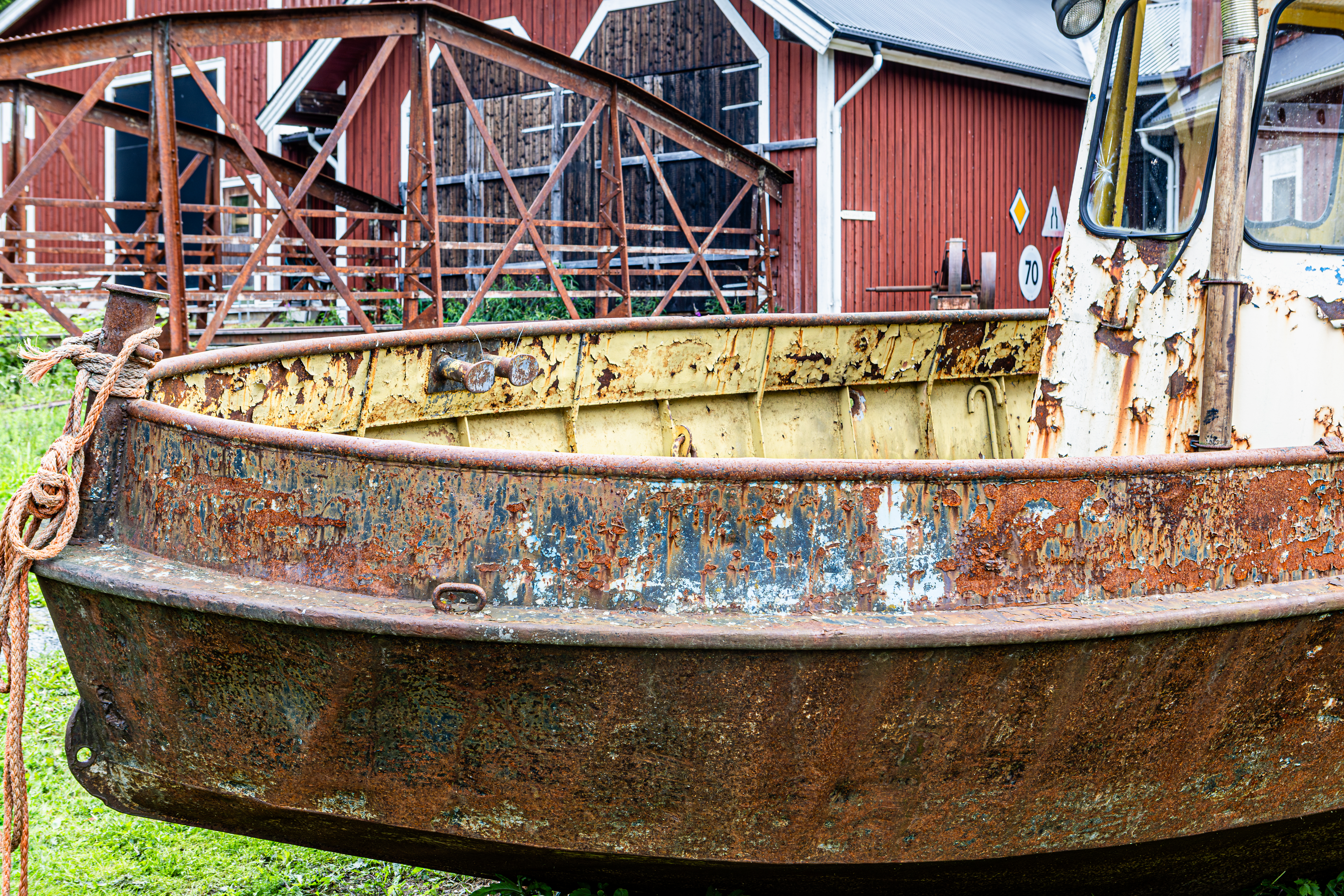